# Zoniënwoud

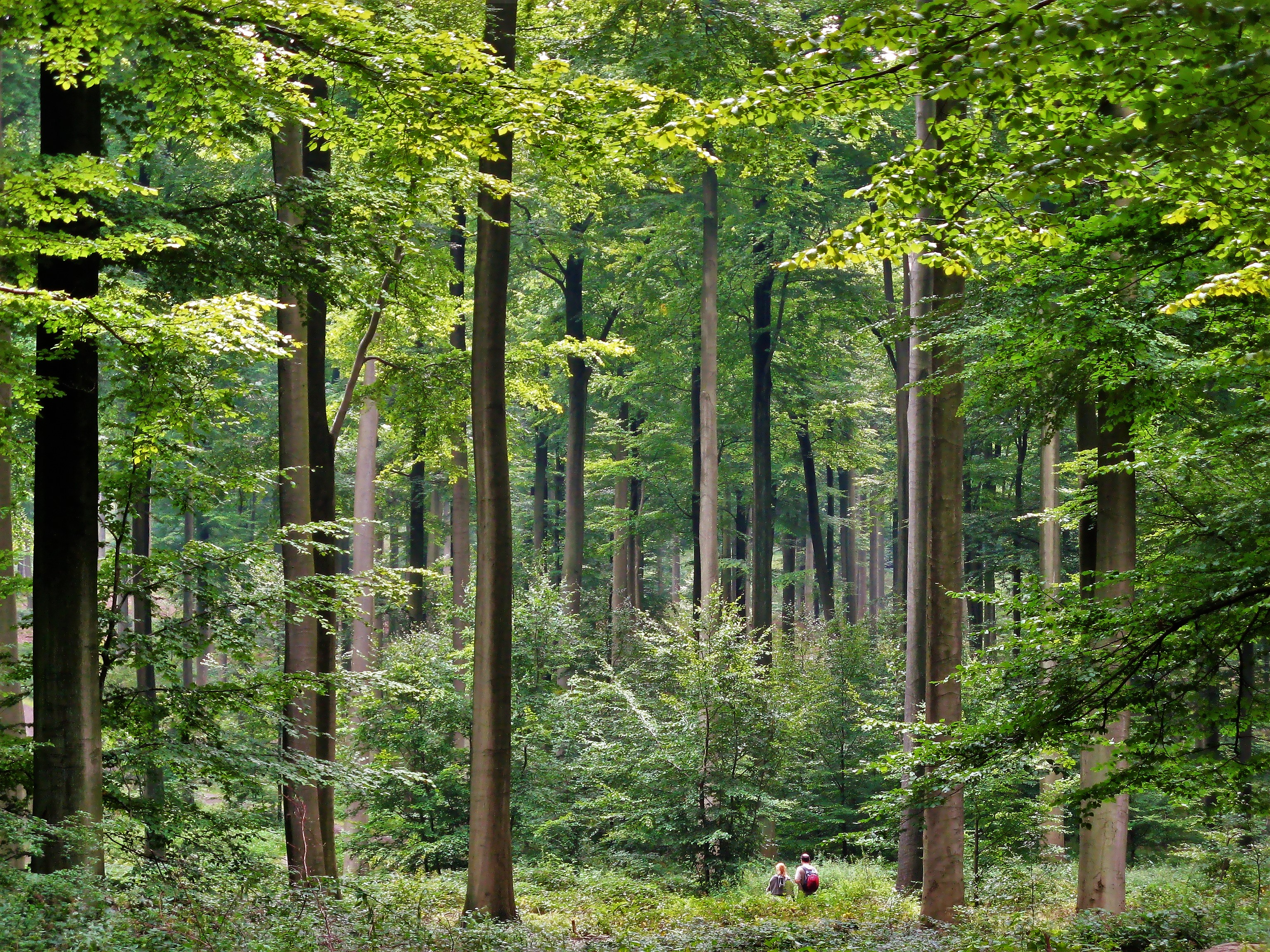
Het Zoniënwoud is vooral bekend door zijn oude beukaanplantingen

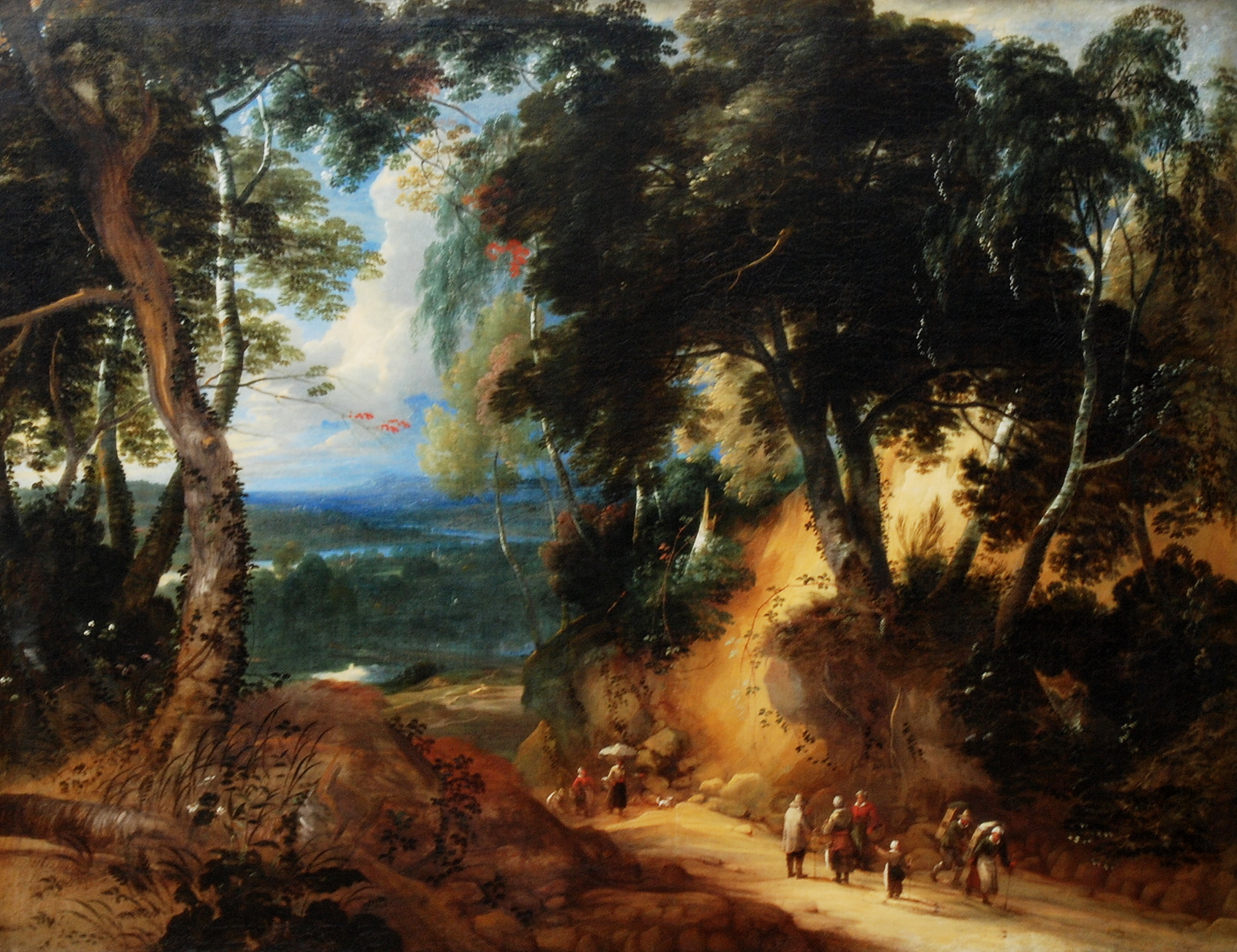
Zoniënwoud met marktkramers, geschilderd door Lodewijk de Vadder (1605-1655)

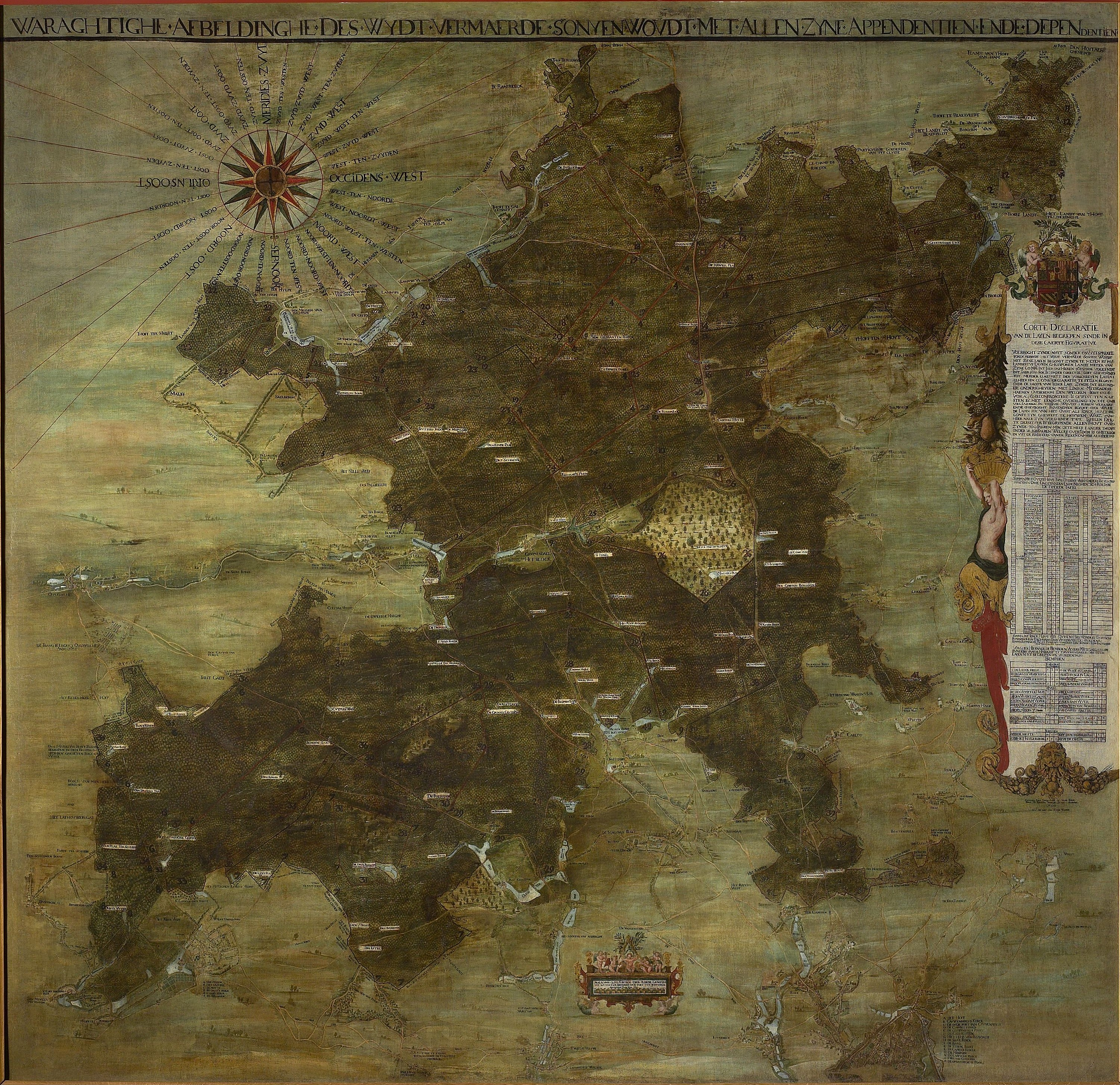
Geschilderde kaart van het Zoniënwoud (Ignatius van der Stock, 1661)

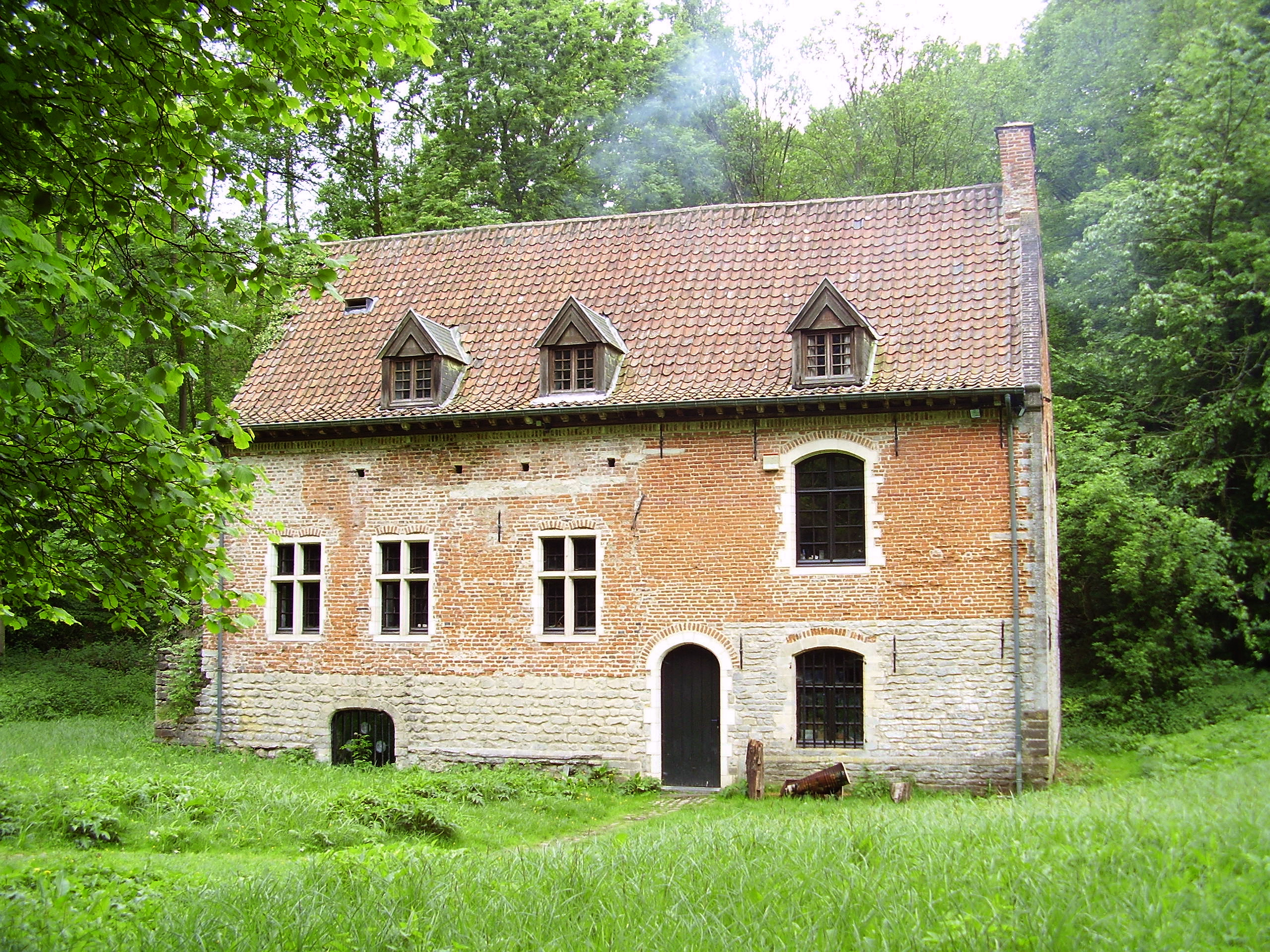
Drieborrenkasteel

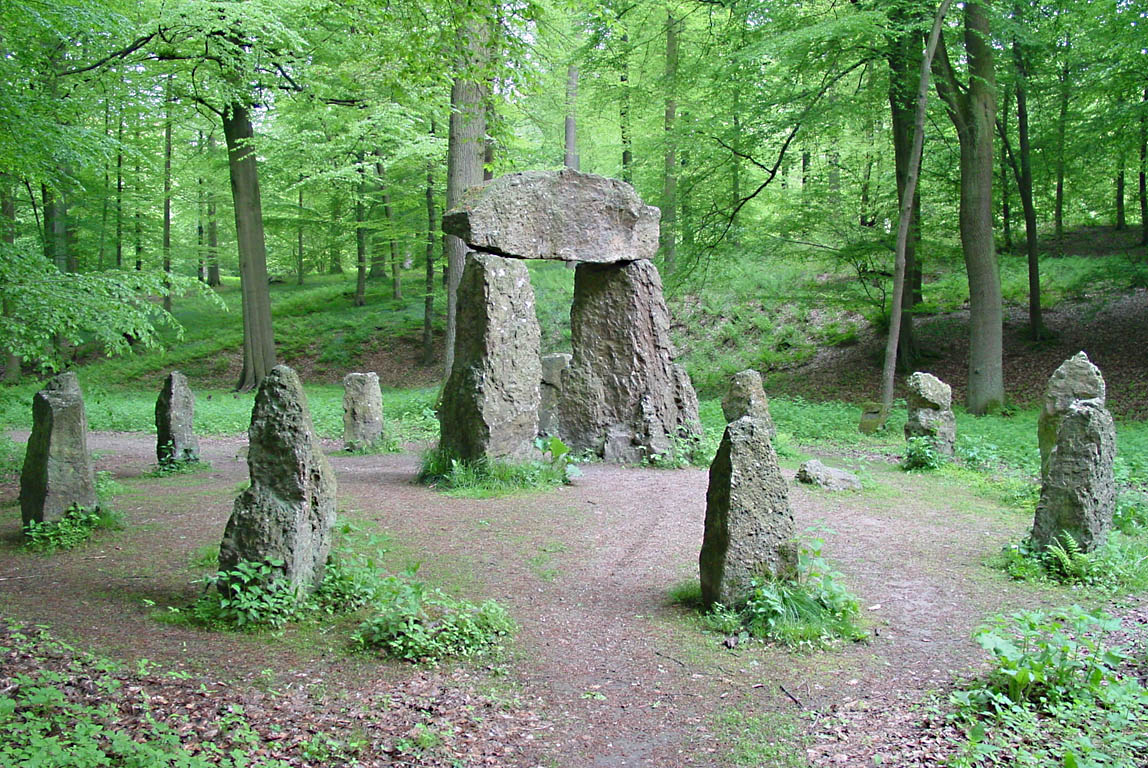
Boswachtersmonument

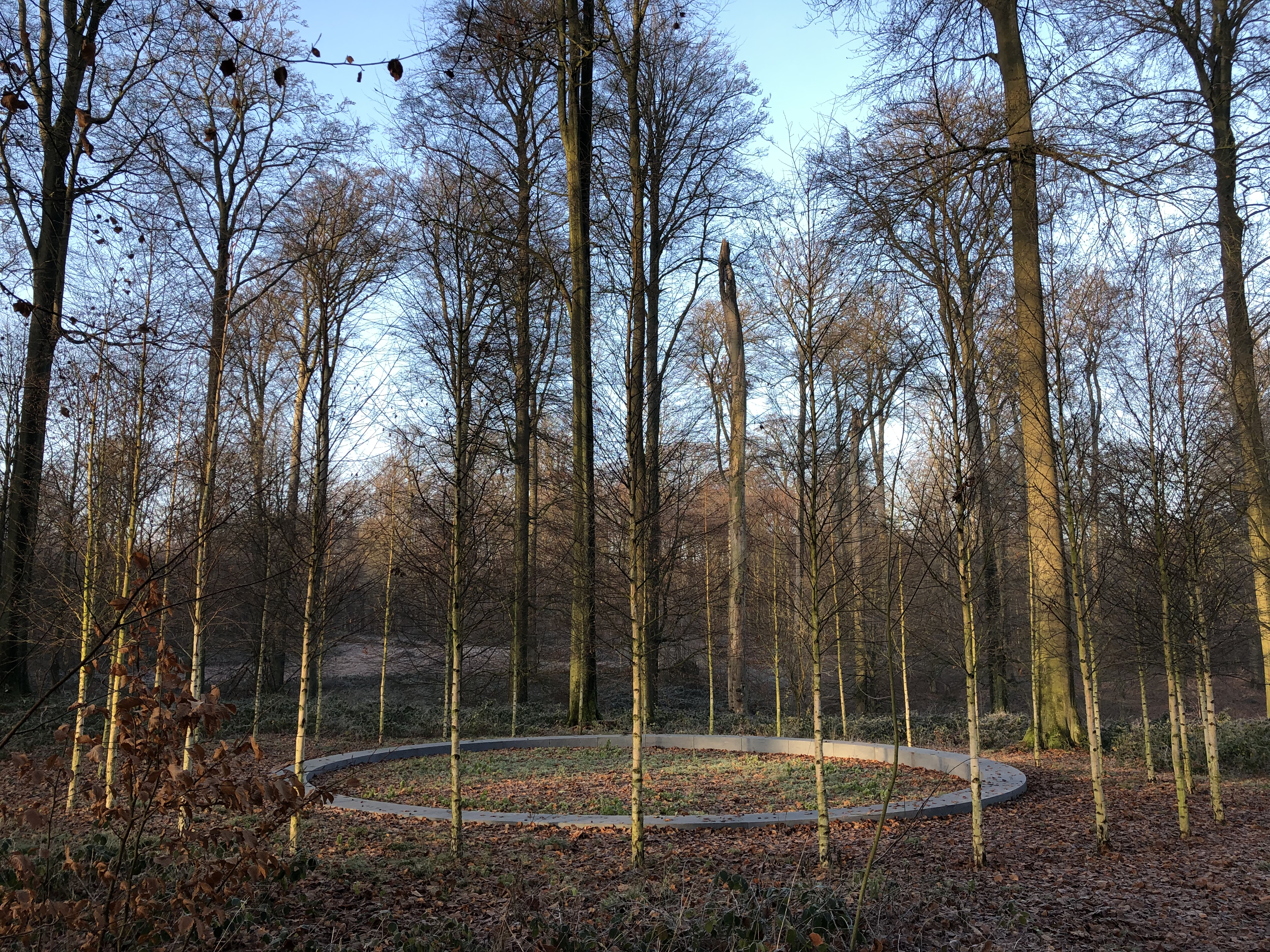
Herdenkingsmonument voor de Aanslagen in Brussel op 22 maart 2016 aan de Infantedreef

Het Zoniënwoud (Frans: Forêt de Soignes) is een groot bos, centraal gelegen in België, ten zuidoosten van de hoofdstad Brussel. Het is zo'n 4400 hectare groot. Sinds 2017 maken vijf delen van de drie integrale bosreservaten in het Zoniënwoud deel uit van het Unesco-Werelderfgoed Oude en voorhistorische beukenbossen van de Karpaten en andere regio's van Europa. Sinds 2023 maakt het Vlaamse deel van het bos deel uit van het Nationaal Park Brabantse Wouden.

## Beheer
Het geheel wordt beheerd door zowel het Vlaams Gewest (56%), het Brussels Hoofdstedelijk Gewest (38%) als het Waals gewest (6%). Aansluitend zijn er nog diverse privébossen en het Kapucijnenbos dat eigendom is van de Koninklijke Schenking.
Het Zoniënwoud en de uitlopers ervan zijn Europees beschermd als Natura 2000-gebied: 'Zoniënwoud' (2761ha) (BE2400008) in het Vlaams Gewest, 'Zoniënwoud met bosranden en aangrenzende beboste domeinen en de vallei van de Woluwe' in het Brussels Hoofdstedelijk Gewest (2076ha) (BE1000001) en 'Vallées de l'Argentine et de la Lasne' (720ha) (BE31002C0) in het Waals Gewest.
Het Zoniënwoud ligt op het grondgebied van de Vlaams-Brabantse gemeenten Sint-Genesius-Rode, Hoeilaart, Overijse en Tervuren, de Brusselse gemeenten Ukkel, Watermaal-Bosvoorde, Oudergem en Sint-Pieters-Woluwe en de Waals-Brabantse gemeenten Terhulpen en Waterloo. In het zuidoosten van Brussel dringt uitloper Ter Kamerenbos door tot diep in de stad.

## Etymologie
Het bos ontleent zijn naam aan de Zenne, die er de westelijke begrenzing van vormde, en waar ook Zinnik naar genoemd is. Een document uit 1159 vermeldt de rivier als Saina, wat een Keltische oorsprong verraadt. Het woud zelf is in Latijnse oorkonden vermeld als Sonia (in de Donatio Angelae omstreeks het jaar 1000) en als foresta de Songia (document uit 1141 van hertog Godfried I met de Baard). Aanvankelijk heette het bos dus kortweg Zonia en had de term alleen betrekking op het bos langs de Zenne, waar de vroege ontginningen gestart zijn. Later kwam de naam ook in gebruik voor de meer oostelijke bosdelen. In 1339 had Jan van Boendale het over het wout van Sonijen. Na het wegkappen van woud aan de westkant moet het verband met de Zenne op de achtergrond zijn geraakt en ging men de benaming associëren met sonie (varkensstal). Varkens werden vaak in de bossen gelaten om naar voedsel te zoeken.

## Geschiedenis
De oudste bekende structuren in het Zoniënwoud stammen uit het neolithicum. Ook liggen er in het bos twee grafheuvels uit deze of latere tijd.
Het woud, dat zich bevindt op een leemplateau tussen de rivieren de Dijle en de Zenne en in het zuiden wordt begrensd door het riviertje de Argentine, is vermoedelijk een overblijfsel van het oeroude en meer uitgestrekte Kolenwoud (Silva Carbonaria).
De eigenaars waren de graven van Leuven en hertogen van Brabant, die het woud op het einde van de twaalfde eeuw gebruikten als jachtgebied. Ontginning door de bevolking was streng verboden, behalve voor de religieuze gemeenschappen die er werden gevestigd: Ter Kameren, Groenendaal, Hertoginnedal, Zevenborren, het Rood Klooster, enz. Door dit strikte beheer bleef het Zoniënwoud tot in de vijftiende eeuw bijna volledig intact.
De nabijheid van het prachtige jachtterrein was er niet vreemd aan dat Brussel uitgroeide tot hofstad van de vorsten der Nederlanden. Reeds in de veertiende eeuw hadden de hertogen het jachtslot Dry Borren, met een gevangenis voor stropers en houtsprokkelaars, en het Jachthuis van Bosvoorde, dat was uitgerust met kennels, paardenstallen, een valkerij en een woning voor de opperjachtmeester. Ook de zestiende-eeuwse Habsburgers waren aan het jachtbedrijf verslingerd. De tapijtenreeks Jachten van Maximiliaan toont hoe keizer Karel, zijn zus Maria van Hongarije en hun broer Ferdinand hun passie uitleefden. Het woud, dat nog meer dan twintigduizend hectare telde, werd geëxploiteerd door kaalslag van percelen gevolgd door regeneratie. Na het verval door de godsdiensttroebelen herstelden de aartshertogen Albrecht en Isabella de geplunderde kloosters en knoopten ze terug aan met de jacht.
In de achttiende eeuw viel het bos dan toch ten prooi aan overexploitatie. De Oostenrijkse landsheren hadden geen belangstelling meer voor de jacht en lieten grote delen kappen voor de opbrengst. Ook de bevolking plunderde mee. In het woud ontstonden omvangrijke ontboste zones met heide. Op het einde van de achttiende eeuw liet Joachim Zinner de kale plekken volplanten met beuken, wat een prachtig kathedraaleffect opleverde. In die periode werden ook de kloosters van het Zoniënwoud stuk voor stuk opgeheven.
Onder het Franse bewind strekte het woud zich nog uit over meer dan tienduizend hectare. Het kreeg een ferme knauw in 1801 doordat Napoleon Bonaparte 22 duizend eiken liet kappen voor de Flottille de Boulogne, een vloot waarmee hij Engeland dacht binnen te vallen. Koning Willem I der Nederlanden stond het domein op 22 augustus 1822 af aan de Algemeene Nederlandsche Maatschappij ter Begunstiging van de Volksvlijt (de latere Generale Maatschappij), die in de jaren tot 1836 bijna 60 procent ervan verkocht voor ontginning. De resterende 4.400 hectare kwamen in 1843 weer in handen van de staat en zijn tot heden bewaard.
In de negentiende eeuw zijn er twee renbanen aangelegd (Bosvoorde en Groenendaal) en in de twintigste eeuw de autosnelwegen R0 en A4. 
In 1897 opende de elektrische tramlijn van Brussel naar Tervuren door het Zoniënwoud; sinds 1968 is dit tramlijn 44 (Brussel).
Tussen 1902 en 1918 was er een Decauville-bosspoor in het Zoniënwoud van 2,5 kilometer lang om boomstammen en materialen te vervoeren.

## Beschrijving
Het openbare domeinbos Zoniënwoud beslaat een oppervlakte van 4421 ha, verdeeld over het Vlaamse (56%), het Brusselse (38%) en het Waalse Gewest (6%). Met inbegrip van de aangrenzende openbare domeinen Kapucijnenbos met het arboretum van Tervuren (Koninklijke Schenking), het Park van Tervuren, het Ter Kamerenbos (Stad Brussel) en het Park van het Kasteel van Terhulpen (Waals Gewest) komt men aan een oppervlakte van ongeveer 5065 ha. Dit staat in contrast met de oppervlakte van circa 10.000 ha. aan het begin van de negentiende eeuw. De sterke afname van het bosareaal werd hoofdzakelijk veroorzaakt door grootschalige ontbossing voor landbouw gedurende de eerste jaren na de onafhankelijkheid van België, maar ook door meer recente verkavelingen, de aanleg van paardenrenbanen en infrastructuur. Wegen en spoorlijnen versnipperen het Zoniënwoud ruimtelijk, hetgeen een niet te onderschatten invloed heeft op het bosleven (zie hieronder).
Er wordt evenwel werk gemaakt van een uitbreiding van het bosareaal. Hiertoe werd reeds 150 ha grond aangekocht. Sinds de regionalisering van het Belgische "Bestuur van Waters en Bossen" in 1983 wordt het bos beheerd door het Brusselse, Vlaamse en Waalse Gewest, de Stad Brussel en de Koninklijke Schenking. Met 56% (2.492 ha) van de totale oppervlakte beheert het Vlaams Gewest het grootste deel van het bos. Een van de doelen die het beheer voor ogen heeft is de omvorming van het quasi-homogene beukenbos naar een gemengd beuken-eikenbos.
Het Zoniënwoud bestaat voor het grootste deel uit hoge beukenbossen. De oudste bomen zijn meer dan tweehonderd jaar oud. Het woud was lange tijd een exclusief jachtgebied voor de adel, maar tegenwoordig is het ook bij het grote publiek geliefd. De grootte van het bos en de ligging, pal in de grootstedelijke agglomeratie van Brussel, maakt het tot een uniek natuurgebied voor België.
Het woud veroudert snel. De aanplant van beuken in ontboste zones vanaf het einde van de achttiende eeuw heeft een prachtig kathedraaleffect opgeleverd. Eentonige plantages zijn echter slecht voor het ecosysteem en er treedt nauwelijks verjonging op (nieuwe bomen die ontkiemen); een beuk kan driehonderd jaar worden en de meeste zijn al ouder dan tweehonderd jaar. Wetenschappers doen er alles aan om natuurlijke verjonging te genereren, alleen is het niet zeker of het kathedraaleffect daardoor behouden blijft.

## Monumenten en gebouwen
- Dry Borren: hier liet Jan III van Brabant in 1323 een burcht oprichten.
- Het Boswachtersmonument (Ukkel): in 1920 opgetrokken ter nagedachtenis aan elf boswachters die tijdens de Eerste Wereldoorlog gedood werden.
- De Renbaan van Groenendaal (Hoeilaart): Leopold II legde destijds de renbaan aan. Volgens kenners was ze de mooiste van Europa, met een piste van 2.600 meter, publiekstribunes (afgebroken in 2012) en een koninklijke loge.
- In het Ukkelse gedeelte van het Zoniënwoud bevindt zich Memorial 22/03, het herdenkingsmonument voor de aanslagen in Brussel.

## Toegangspoorten
Sinds 2012 werden er voor het Zoniënwoud verschillende plaatsen ontwikkeld als 'toegangspoorten' of Woudpoorten tot het bos. Het voornaamste doel is het kanaliseren van de bezoekers tot een beperkt aantal punten en de versnippering van verschillende wandelwegen te beperken. De vijf grote toegangspoorten zijn:
- Park van Tervuren, Tervuren
- Rood Klooster, Oudergem
- Ter Kamerenbos - Renbaan van Bosvoorde, Bosvoorde
- Groenendaal
- Domaine régional Solvay, Terhulpen

Verder zijn er nog vier kleinere toegangspoorten:
- Arboretum, Jezus-Eik
- Middenhut, Sint-Genesius-Rode
- Koningsvijvers, Hoeilaart
- Tournay-Solvaypark - Vuurkeiendomein, Bosvoorde

## Fietsinfrastructuur
- Fietstunnel Welriekendedreef
- Fietssnelweg F29 met de Fietsbrug Vierarmenkruispunt, ook gevolgd door de EuroVelo 5 (Via Romea Francigena)
- Fietssnelweg F204
- Fietssnelweg F205

## Flora en fauna

### Planten
Vroeger kende het veel meer planten, maar vooral kwetsbare soorten zijn verdwenen. Er groeien nog verschillende zeldzame planten, maar ook vreemde inwijkelingen die door menselijk toedoen zijn verschenen. Deze verstoren soms het ecosysteem, waardoor ingrijpen noodzakelijk wordt.

### Dieren
Het Zoniënwoud kent een uitgebreide fauna. Enkele van de aanwezige diersoorten zijn ree, vos, konijn, hermelijn, wezel, fret, steenmarter, verschillende soorten vleermuizen, rode eekhoorn, everzwijn, havik, buizerd, grote bonte specht, ijsvogel, goudhaantje, boomklever, boomkruiper, vuursalamander, kamsalamander en hazelworm. De populatie reeën is sinds een aantal jaren gestaag aan het dalen. In 2021 waren er 0,6 reeën per vierkante kilometer, terwijl dit tussen 2008 en 2013 nog 1 ree per vierkante kilometer betrof.
In het Zoniënwoud leefden vroeger 46 verschillende soorten zoogdieren. Verschillende soorten zijn inmiddels verdwenen: de bruine beer (verdwenen omstreeks het jaar 1000), de wolf (rond 1810), de hazelmuis (sedert 1842), het wild zwijn (terug aanwezig sinds 2006), het edelhert, de das en de haas. Ook de boommarter is sinds 2019 terug aanwezig in het woud. Andere exotische soorten zijn het bos daarentegen binnengedrongen zoals de Siberische grondeekhoorn.

## Problemen bij het beheer

### Beuken
Een van de grotere problemen waarbij men bij het beheer wordt geconfronteerd is de quasi-afwezigheid van natuurlijke verjonging van beuk (Fagus sylvatica). Weliswaar ontkiemen er genoeg zaden tot jonge bomen, maar deze bereiken slechts een hoogte van enkele tientallen centimeters. Er zijn meerdere oorzaken voor te noemen. Een deel van de zaden die op de grond terechtkomen krijgen de kans niet om te kiemen, doordat ze door schimmels worden aangetast. Niet bedorven zaden vormen voedsel voor de houtduiven die, door de nabije aanwezigheid van de stad, in groten getale aanwezig zijn in het bos. Het traag afbrekend strooisel op de bodem heeft een hoge C/N-verhouding die aanleiding geeft tot de vorming van zure humus. Deze zuurheid bemoeilijkt de wortelgroei van jonge boompjes, waardoor ze sterk geremd worden in hun ontwikkeling. Door de fragipan die ondiep in de bodem aanwezig is, is het moeilijk voor opgroeiende boompjes om de diepere grondlagen, waar de pH gunstiger is, te bereiken. Bovendien ondervinden de zich ontwikkelende beuken in de bovenste grondlaag sterke wortelconcurrentie van de moederbomen, die veel water opnemen uit de bovenste laag. Indien een opgroeiend boompje alle voorgaande gevaren heeft doorstaan loopt het risico aangevreten te worden door reeën en knaagdieren.
Uit onderzoek is gebleken dat de slaagkansen van de natuurlijke verjonging kunnen verhoogd worden door de bosgrond aan te rijken met potgrond, dit is evenwel niet uitvoerbaar op grote schaal. Een andere aanpak is het onderwerken van de zaden nadat ze op de grond zijn terechtgekomen. Door toepassing van deze methode worden de beukennootjes beschermd tegen de vraat door duiven en wordt ook de bodemverdichting verminderd.

### Eiken
Een probleem waarmee men, voornamelijk in het begin van de jaren 1990, werd geconfronteerd, is de massale eikensterfte op het domein. Gezonde eiken, die door deze ziekte worden aangetast, sterven binnen twee jaar. De juiste oorzaken van deze ziekte zijn nog steeds niet achterhaald maar als mogelijke oorzaken worden voorgesteld:
- Luchtvervuiling
- Mangaangebrek, veroorzaakt door verzuring
- Parasieten

Het hout van afgestorven eiken kan evenwel nog gebruikt worden voor verwerking, doordat het niet vlug door schimmels aangetast wordt. Door onbekende redenen is de aantasting van eiken later weer gestagneerd, maar andere en nieuwe bedreigingen van het eikenbestand, zoals sudden oak death, blijven bestaan.

### Exploitatie
Ook bij het exploiteren van het Zoniënwoud ondervindt men moeilijkheden, doordat hierbij zware bodemverdichting kan optreden. Door exploitatie hebben alle bosbodems te lijden onder verdichting, maar in het Zoniënwoud wordt dit fenomeen versterkt door de aanwezige fragipan en de lemige bodemtextuur. Om bodemverdichting te vermijden wordt het gebruik van vaste uitsleepwegen aanbevolen, maar door de bezetting met zware beuken is dit systeem moeilijk hanteerbaar in het Zoniënwoud. Bovendien verloopt het herstel van een verdichte bodem in dit bos traag in vergelijking met andere bossen door de veel lagere dichtheid aan regenwormen in de bosbodem. Deze lage dichtheid wordt veroorzaakt door de lage bodem-pH, die ervoor zorgt dat de - voor de regenwormen noodzakelijke - Ca-ionen niet meer beschikbaar zijn. Tot slot bemoeilijkt ook de ruimtelijke en administratieve versnippering van het Zoniënwoud het bosbeheer.

### Versnippering
De fragmentatie van het bosecosysteem, die veroorzaakt wordt door de verschillende wegen die het bos doorkruisen en door de spoorlijn die dwars door het bos heen loopt, zou deels kunnen opgevangen worden door de aanleg van ecoducten. Hierdoor zou de uitwisseling van genetisch materiaal tussen de verschillende bosdelen sterk kunnen verbeteren. Naast de belemmering voor de plant- en diersoorten die in de verschillende bosdelen aanwezig zijn om genetisch materiaal uit te wisselen, veroorzaakt de fragmentatie van het bos nog tal van andere problemen zoals licht- en luchtvervuiling en geluidshinder.
Er liggen verschillende ecoducten in het woud:
Dit overzicht is mogelijk incompleet; u kunt helpen door het uit te breiden.
- Ecoduct over de Spoorweg, over spoorlijn 161. Deze werd in 2012 opengesteld.[9]
- Ecoduct Groenendaal, over de Brusselse ring in Groenendaal, werd in juni 2018 geopend.[10] De werken kostten 6,1 miljoen euro, inclusief een “ecoraster” langs de ring en de E411.[11][12]

### Vastgoedprojecten
De rand van het Zoniënwoud is het voorwerp van herhaaldelijke gerechtelijke procedures die door de Vrienden van het Zoniënwoud worden aangespannen tegen vastgoedprojecten die dit natuurlijk erfgoed bedreigen..

## Bosreservaten en FSC-certificering

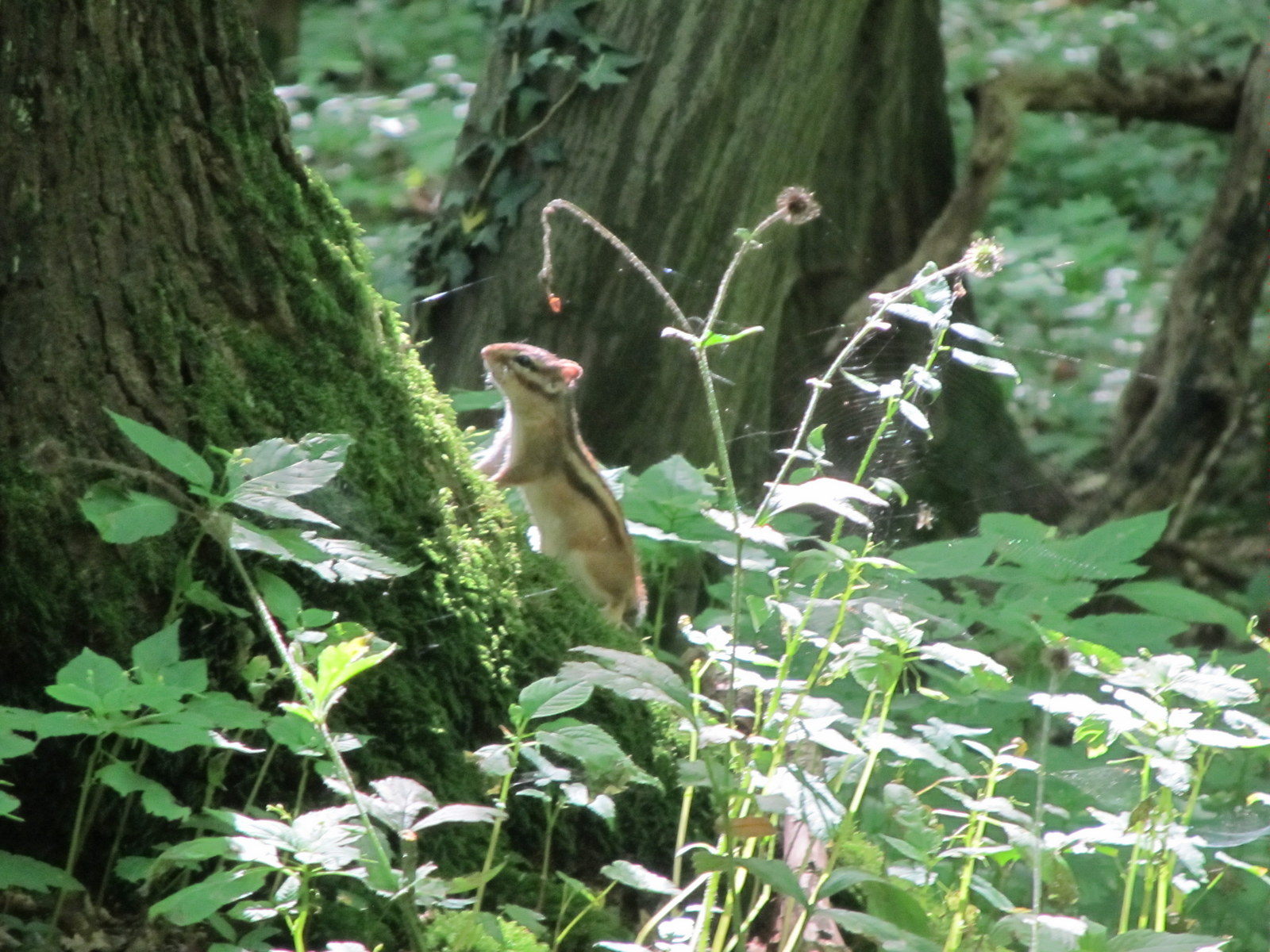
De Siberische grondeekhoorn, een exoot in het Zoniënwoud

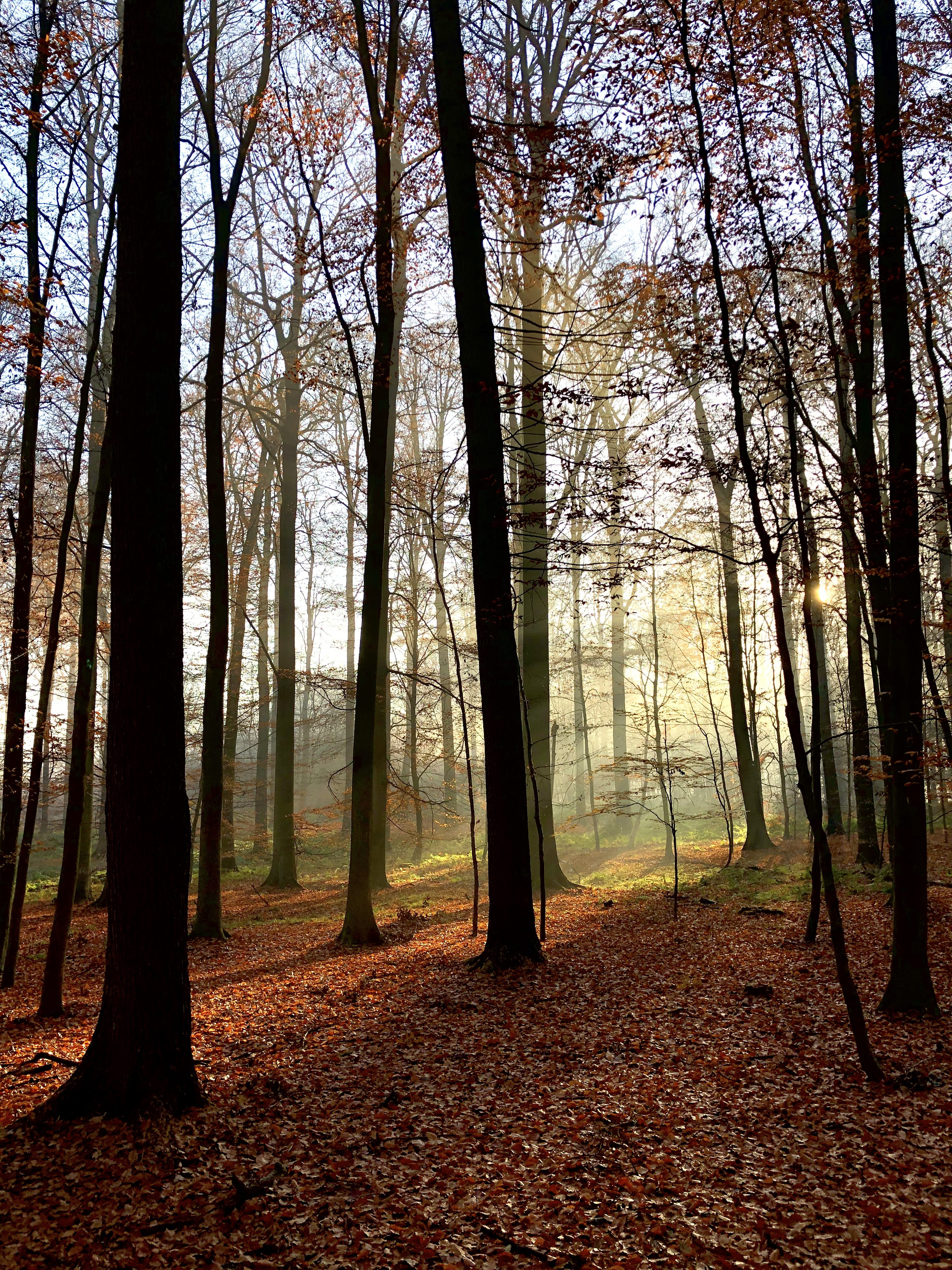
Kaasmansdellepad

In het Zoniënwoud bevindt zich een officieel erkend bosreservaat Joseph Zwaenepoel, genoemd naar een vroegere houtvester, dat deel uitmaakt van het Europees reservatennetwerk.
Het deel ervan dat voorheen bekend stond als Kersselaerspleyn wordt deels al sedert 1983 behandeld als een integraal bosresevaat, doordat men er de natuurlijke processen op hun beloop laat. Het is het grootste en tegelijk oudste bosgedeelte in Vlaanderen waar buiten een eventueel startbeheer een nulbeheer wordt toegepast. Dit in tegenstelling tot gerichte bosreservaten waarbij men een actief beheer voert om een bepaald bostype in stand te houden. Zoals reeds gezegd laat men in een integraal bosreservaat de natuurlijk processen op hun beloop, maar men kan zich natuurlijk de vraag stellen hoe ver men hierin kan of mag gaan. Het is bijvoorbeeld niet ondenkbaar dat het reservaat gekoloniseerd wordt door Amerikaanse vogelkers (Prunus serotina), Siberische grondeekhoorn (Tamias sibiricus) of andere exoten. Indien dit gebeurt bestaat de mogelijkheid dat de exoot gaat domineren en de andere plant- of diersoorten onderdrukt. Indien men echter exoten gaat en/of blijft verwijderen uit een integraal bosreservaat, doet men in feite afbreuk aan de principes die het zouden moeten kenmerken.
Naast de erkenning van hogergenoemd bosreservaat werd het Zoniënwoud in 1997, samen met twee andere Vlaamse bossen, gecertificeerd met het FSC-label. Dit certificaat kan als een beloning gezien worden voor het gevoerde beheer, daar het enkel aan duurzaam beheerde bossen wordt toegekend.

### Werelderfgoederkenning
Sinds 2017 maken vijf delen van de drie integrale bosreservaten (één gebied in reservaat Zwaenepoel in het Vlaams Gewest, twee gebieden in reservaat Grippensdelle in het Brussels Hoofdstedelijk Gewest en twee gebieden in reservaat Ticton in het Waals Gewest) in het Zoniënwoud deel uit van het Unesco-Werelderfgoed Oude en voorhistorische beukenbossen van de Karpaten en andere regio's van Europa.

## Voetnoten
1. ↑  Riemer Reinsma, Lage landen, mooie namen. Overal bos, in: Nederlands van Nu, juli 2008, p. 30-31
2. ↑  Aarden constructies
3. 1 2  Zoogdieren, zoniënwoud.be
4. ↑  Vogels, zoniënwoud.be
5. ↑  Amfibieën, zoniënwoud.be
6. ↑  De Fauna, Vrienden van het Zoniënwoud
7. ↑  Stichting Zoniënwoud, Reeën zijn steeds zeldzamer in het Zoniënwoud. De bekendste soort van het bos gaat erop achteruit: Besluiten van de 'kilometerindex' campagne van 2021. Stichting Zoniënwoud (4 november 2021). Geraadpleegd op 8 januari 2022.
8. ↑  Zeldzame boommarter keert terug naar Zoniënwoud. zonienwoud.be (9 april 2019).
9. ↑  Gemeente Hoeilaart, Dag van het Zoniënwoud - Wandeling naar het Ecoduct over de Spoorweg (NMBS lijn 161). Gearchiveerd op 10 augustus 2020. Geraadpleegd op 28 mei 2020.
10. ↑  Eén jaar ecoduct Groenendaal: reeën en vossen steken Ring over. Bruzz (30 juli 2019). Geraadpleegd op 3 november 2020.
11. ↑  Nieuwe fase voor werken aan ecoduct boven de Brusselse ring in Groenendaal. metro (8 april 2017). Geraadpleegd op 10 april 2017.
12. ↑  Het is druk op het ecoduct, De Standaard, 25 augustus 2010
13. ↑  https://www.amisdesoignes-zonienwoudvrienden.be/nl/ > Het woud > Projecten die de Zoniënwoud en zijn bosranden bedreigen

- Bibliothèque nationale de France: cb12072759z (data)
- Monument Wallonië DGO4: 25110-CLT-0012-01
- Gemeinsame Normdatei: 7723860-6
- Virtual International Authority File: 247899046
- WorldCat: E39PBJhX3DvVB3qX8JwyF4Gj4q

Vlaamse begijnhoven ·
Grote Markt van Brussel ·
Scheepsliften op het Canal du Centre ·
Belforten in België en Frankrijk ·
Historisch centrum van Brugge ·
Herenhuizen van de architect Victor Horta (Brussel) ·
Neolithische vuursteenmijnen in Spiennes (Bergen) ·
Onze-Lieve-Vrouwekathedraal in Doornik ·
Museum Plantin-Moretus ·
Oude en voorhistorische beukenbossen van de Karpaten en andere regio's van Europa · 
Stocletpaleis ·
Belangrijkste mijnsites van Wallonië · 
Architecturaal werk van Le Corbusier (Maison Guiette)  · 
Historische kuuroorden van Europa (Spa) · 
Koloniën van Weldadigheid (Wortel-Kolonie)
Abdij van Vorst (1105) · Abdij Ter Kameren (1201) · Priorij Hertoginnedal (1262) · Priorij Groenendaal (1349) · Rood Klooster (1374) · Priorij Zevenborren (1388) · Priorij Ter Cluysen (1399) · Priorij Bois-Seigneur-Isaac (1416) · Klooster van Boetendaal (1467) · Kapucijnenklooster van Tervuren (1626)